# Eclogae Geologicae Helvetiae
Eclogae Geologicae Helvetiae war eine wissenschaftliche Zeitschrift für Geologie, die von 1888 bis 2006 erschien. Die Nachfolgeserie ist das Swiss Journal of Geosciences.

## Geschichte
Herausgeber der Zeitschrift waren die 1882 gegründete Schweizerische Geologische Gesellschaft und später auch die 1920 gegründete Schweizerische Paläontologische Gesellschaft. Seit dem ersten Heft publizierte die Schweizerische Geologische Gesellschaft in der Zeitschrift ihre Rechenschaftsberichte, Versammlungsprotokolle, Notizen zu den von ihr durchgeführten geologischen Exkursionen und weitere fachliche Informationen, die manchmal aus der Zeitschrift der Schweizerischen Naturforschenden Gesellschaft oder den in Genf herausgegebenen Archives des schiences physiques et naturelles stammten. Damit stellt die Zeitschrift eine bedeutende Quelle zur Geschichte der geologischen Forschung in der Schweiz dar.
Sie veröffentlichte Nachrufe auf Geologen der Schweiz und anderer Länder und brachte Hinweise auf biographische Artikel in anderen Zeitschriften wie etwa den 1890 im Bulletin der Société Vaudoise des Sciences Naturelles erschienenen Artikel von Eugène Renevier, dem Präsidenten der Schweizerischen Geologischen Gesellschaft, über den Arzt und Geologen Philippe de la Harpe.
In den ersten Jahren erschien in den Eclogae zudem die Revue géologique suisse, die von den Geologen Ernest Favre  und Hans Schardt verfasst wurde. Die Beiträge waren in Französisch und Deutsch geschrieben. Im ersten Band publizierte die Zeitschrift einen Bericht von Renevier über den Internationalen Geologiekongress von London.
In jüngerer Zeit publizierte die Reihe manchmal auch Artikel in italienischer Sprache und schliesslich vor allem auf Englisch. 2004 beschloss die Schweizerische Geologische Gesellschaft, die Beiträge der Reihe für Vereinsmitglieder auch online zugänglich zu machen. Seit 2007 erscheint als Nachfolgeserie das Swiss Journal of Geosciences, in welchem auch die ehemaligen, 1921 von Urs Grubenmann begründeten Schweizerischen mineralogischen und petrographischen Mitteilungen aufgegangen sind. Schon die Eclogae-Ausgaben seit 2001 hatten gemäss einer Vereinbarung mit dem Birkhäuser Verlag den Untertitel Swiss Journal of Geosciences erhalten. Das aus dem Birkhäuser Verlag entstandene Medienhaus Springer International Publishing veröffentlicht die Fachzeitschrift als Bereich von Birkhäuser Science.